# Carybdea rastonii
Carybdea rastonii is een tropische dooskwal uit de familie Carybdeidae. De kwal komt uit het geslacht Carybdea. Carybdea rastonii werd in 1886 voor het eerst wetenschappelijk beschreven door Haacke. 